# جيمس غرينوود
جيمس غرينوود (بالإنجليزية: James Greenwood)‏ (1806 - 26 سبتمبر 1870 في المملكة المتحدة) هو لاعب كريكت بريطاني (وحمل سابقاً جنسية المملكة المتحدة لبريطانيا العظمى وأيرلندا). لعب مع Hampshire county cricket teams ‏.